# Za niebieskimi drzwiami (powieść)
Za niebieskimi drzwiami – powieść dla młodzieży Marcina Szczygielskiego wydana przez Instytut Wydawniczy Latarnik w 2010 r., objęta patronatem Fundacji Ewy Błaszczyk „Akogo?”. W 2012 roku została wpisana na Listę Honorową IBBY.

## Opis fabuły
Dwunastoletni Łukasz i jego matka podczas podróży na wakacje ulegają wypadkowi samochodowemu. W wyniku odniesionych obrażeń mama chłopca zapada w śpiączkę, a on sam po skomplikowanej operacji kolana trafia pod opiekę sąsiadki, pani Cybulskiej. Po kilku tygodniach na progu mieszkania sąsiadki zjawia się ciotka Łukasza Agata, o której istnieniu trzynastolatek nie wiedział. Ciotka przejmuje opiekę nad chłopcem i zabiera go do prowadzonego przez siebie pensjonatu Wysoki Klif leżącego w nadmorskiej miejscowości Brzeg. Chłopiec, który buntuje się przeciw ciotce i tęskni za pozostającą w stanie śpiączki, hospitalizowaną w Warszawie matką, odkrywa przypadkowo, że odpowiedni sposób pukania do drzwi jego nowego pokoju pozwala mu na otworzenie portalu do innego, tajemniczego świata. Łukasz zaczyna systematycznie odwiedzać obcy, srebrny świat, który początkowo odbiera jako bezpieczny i przyjazny, ale wkrótce odkrywa, że w opustoszałym, zrujnowanym miasteczku leżącym w krainie za niebieskimi drzwiami ktoś jednak mieszka. Groźny, niesamowity Krwawiec, którego spotyka Łukasz, oferuje mu pomoc w zamian za drobną przysługę – chłopiec ma zabrać ze sobą do Wysokiego Klifu srebrną nić, a w rewanżu Krwawiec leczy jego kolano. Łukasz zgadza się, przyjmuje nić i zabiera ją ze sobą do realnego świata, nieświadomie sprowadzając tym samym śmiertelne zagrożenie nie tylko na swoją ciotkę, ale też na wszystkich mieszkańców naszej planety. Srebrna nić odmienia ciotkę Agatę, upodabniając ją do Krwawca i oczywiste staje się, że w ten sam sposób wkrótce może odmienić całą ludzkość. Łukasz razem z nowymi przyjaciółmi z Brzegu – Moniką, Zgryzem i Pchełką – postanawia stanąć do walki z Krwawcem, by ocalić Agatę i nasz świat. Podczas finałowej rozgrywki z wrogiem chłopiec odkrywa nie tylko przerażającą genezę istnienia srebrnego świata za niebieskimi drzwiami, ale także prawdziwą tożsamość Krwawca. Gdy wydaje się, że ocalenie jest tuż-tuż, okazuje się, że rzeczywisty obraz przygód Łukasza ma zupełnie inny charakter, niż sądził on sam i czytelnicy powieści.

## Przesłanie
Powieść Za niebieskimi drzwiami dotyka problemu osób pozostających w stanie śpiączki. Porusza też temat emocjonalnej traumy dziecka z rozbitej rodziny, jego tęsknoty za nieobecnym rodzicem (w przypadku głównego bohatera powieści – za ojcem) oraz podświadomych, rozpaczliwych prób wytłumaczenia sobie jego nieobecności i jej usprawiedliwienia. W drugim planie niesie ostrzeżenie przed ślepą wiarą człowieka w nowe technologie, w szczególności w nieodpowiedzialne stosowanie zdobyczy genetyki (geneza srebrnego świata za niebieskimi drzwiami).

## Nagrody i wyróżnienia
- 2011 – Duży Dong – I Nagroda Jury Profesjonalnego w konkursie Donga (wcześniej „Dziecięcy Bestseller Roku”) organizowanym przez Polską Sekcję IBBY – Międzynarodową Izbę ds. Książek dla Młodych[6]
- 2011 – Wyróżnienie Jury Dziecięcego w konkursie Donga (wcześniej „Dziecięcy Bestseller Roku”) organizowanym przez Polską Sekcję IBBY – Międzynarodową Izbę ds. Książek dla Młodych
- 2011 – II Nagroda w III Konkursie Literatury Dziecięcej im. Haliny Skrobiszewskiej i wpisanie powieści na Listę Skarbów Muzeum Książki Dziecięcej[7]
- 2012 – Wpisanie powieści na międzynarodową Listę Honorową IBBY[8]

## Przekłady na języki obce
- 2016: Niemcy – Hinter der blauen Tür, tłumaczenie: Thomas Weiler, wydawnictwo S. Fischer Verlag, ISBN 978-3-7373-5372-4[9]
- 2017: Ukraina – За синіми дверима, tłumaczenie: Bożena Antoniak, wydawnictwo Urbino, ISBN 978-966-2647-44-0[10]

## Ekranizacja
- 2016: Polska – Za niebieskimi drzwiami, reżyseria Mariusz Palej, scenariusz Adam Wojtyszko, Magdalena Nieć i Katarzyna Stachowicz-Gacek, produkcja TFP[11][12][13]

## Informacje dodatkowe
Powieść Za niebieskimi drzwiami jest jedną z proponowanych lektur uzupełniających dla klas V szkół podstawowych. Jej fragmenty znalazły się w podręczniku do języka polskiego dla klas V Między nami, którego wydawcą jest Gdańskie Wydawnictwo Oświatowe.